# Ram Man
Ram Man (alter ego di Krass) è un personaggio immaginario creato nel 1981 dalla Mattel per la linea di giocattoli in stile action figure dei Masters of the Universe e lanciata in tutto il mondo a partire dal 1982. Nella serie a cartoni animati in CGI del 2021, He-Man and the Masters of the Universe, secondo reboot della serie originale del 1983, è stato reimmaginato come un personaggio femminile dal nome Ram-Ma'am (ma'am è diminutivo di madame) alter ego di Krass'tine.

## Storia del personaggio
Ram Man fu uno dei primi personaggi dei MOTU ad essere immesso sul mercato tramite un particolare action figure che possedeva un dispositivo a molla che permetteva di scagliarlo come un ariete contro i nemici.

### Primi minicomic e serie del 1983
La storia narrata sui primi minicomic, dei mini fumetti che accompagnavano gli action figure, lo vedeva come un solitario che, non fidandosi di nessuno, attaccava chiunque si avvicinasse alla sua zona. In queste circostanze conosce He-Man con cui, dopo una lunga serie di eventi, diventa amico. Nella prima serie televisiva a cartoni animati del 1983, però, Ram Man diventa una spalla comica; di statura bassa e in grado di combattere principalmente a testate, Ram Man è un personaggio buono ed ingenuo, persino un po' infantile. Curiosamente il suo aspetto è uno dei più fedeli a quelli originali (utilizzati nelle action figure), fra tutti i personaggi.

### Serie del 2002
Il personaggio di Ram Man studiato per la serie reboot del 2002 unisce elementi del personaggio dei minicomic con altri tipici della serie televisiva originale. Ram Man è più aggressivo e violento in battaglia, ma fuori dal campo di combattimento rimane sempre la spalla comica del gruppo, dotato di vezzi tipicamente infantili, come la paura del buio. Notevoli cambiamenti sono stati fatti anche al suo aspetto: il "nuovo" Ram Man è infatti decisamente imponente, al punto di esserlo anche più dello stesso He-Man. Novità inedita è la sua amicizia con Stratos.

### Serie del 2021
Nel 2021 il personaggio di Ram Man è stato reimmaginato come un personaggio di sesso femminile dal nome Ram-Ma'am. Krass'tine / Ram-Ma'am è la migliore amica del principe Adam e assieme a lui e ad altri comprimari scoprono i poteri del castello di Grayskull che dona a lei e ai suoi amici dei poteri speciali per sconfiggere Skeletor e i suoi alleati. Conseguentemente al cambio di sesso, il personaggio è stato completamente rivisitato anche nell'aspetto: la ragazza ha una grossa pietra trasparente incastonata in un casco sulla fronte e quando si trasforma, la pietra aumenta di volume permettendole di utilizzarla come un ariete.